# Opération Chicago

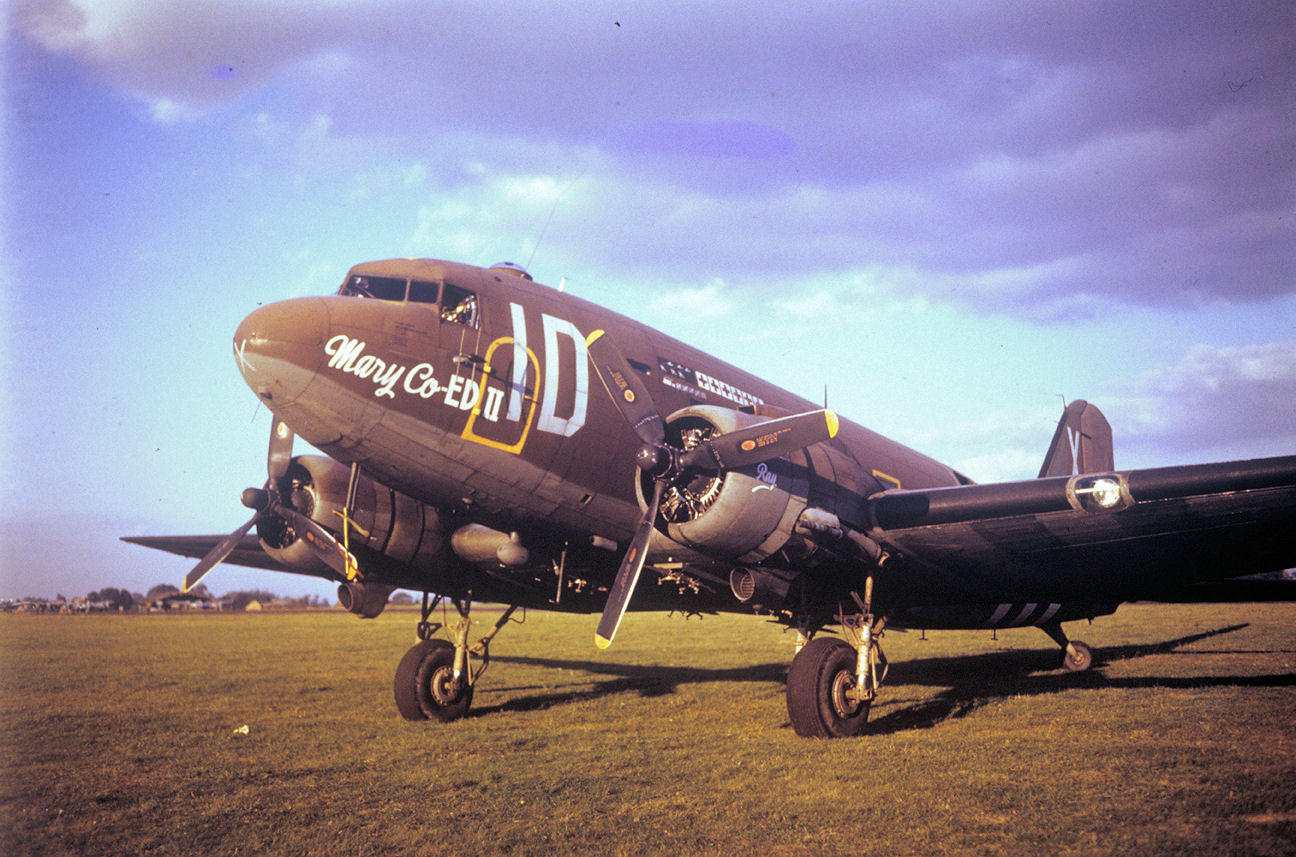
C-47 "Mary Co-Ed II" du 434 eme groupe de transport de troupes, Aldermaston Airfield, Angleterre en 1944.

Pendant la Seconde Guerre mondiale, l'opération Chicago est un renfort à l'opération Albany. Elle consiste en un parachutage et atterrissage de planeurs de la 101e division aéroportée américaine à Vierville en Normandie dans la nuit du 5 juin 1944. Cette opération fait partie intégrante du débarquement de Normandie (opération Overlord). 
Les planeurs utilisés étaient des Horsa tractés par des C-47 ou encore des Halifax.

## Mission
La 101e sera larguée au sud-est de Sainte-Mère-Église et fera sauter les ponts vers Carentan, prendra les passages sur la Douve à Pont-l'Abbé et Beuzeville la Bastille dans un souci de protection de la tête de pont.

## Opération
La 101e division aéroportée n'a pas eu beaucoup de chance. Le pilotage inexpérimenté et le terrain difficile ont entrainé une dispersion fatale des forces. Certains sont tombés en mer ou sur des secteurs délibérément inondés par les allemands. Après 24 heures, seulement trois mille hommes s'étaient rassemblés. Beaucoup ont continué à errer et combattre derrière les lignes ennemies pendant des jours.
Le musée airborne à Saint-Mère-Eglise retrace cette partie historique des actions de la 101e division aéroportée américaine.